# محوطه پشامگ کر ۱
محوطه پشامگ کر ۱ مربوط به دوره اشکانیان است و در شهرستان سرباز، بشخ مرکزی، دهستان پارود، روستای پشامگ واقع شده و این اثر در تاریخ ۲۷ اسفند ۱۳۸۷ با شمارهٔ ثبت ۲۶۲۱۹ به‌عنوان یکی از آثار ملی ایران به ثبت رسیده است.